# مزيريرات
مزيريرات قرية تقع شمال حائل على طريق حائل الجوف السريع وتبعد عنها حوالي 28 كم. وتتميز بمناخها الجيد والموقع الجغرافي المميز حيث تتقاطع بها عدة طرق: الطريق السريع وطريق القاعد وطريق التربية وطريق حائل جبة وهو تحت الإنشاء مع سكة حديد. وبها تغطية من جميع الشبكات الهاتفية موبايلي، شركة الاتصالات السعودية، زين. وبها مزارع ومخطط سكني وشبكة من الطرق الداخلية وإنارة متكاملة.